# Gnaszyn Dolny (gromada)
Gnaszyn Dolny – dawna gromada, czyli najmniejsza jednostka podziału terytorialnego Polskiej Rzeczypospolitej Ludowej w latach 1954–1972.
Gromady, z gromadzkimi radami narodowymi (GRN) jako organami władzy najniższego stopnia na wsi, funkcjonowały od reformy reorganizującej administrację wiejską przeprowadzonej jesienią 1954 do momentu ich zniesienia z dniem 1 stycznia 1973, tym samym wypierając organizację gminną w latach 1954–1972.
Gromadę Gnaszyn Dolny z siedzibą GRN w Gnaszynie Dolnym (obecnie stanowi część dzielnicy Gnaszyn-Kawodrza w granicach Częstochowy) utworzono – jako jedną z 8759 gromad na obszarze Polski – w powiecie częstochowskim w woj. stalinogrodzkim, na mocy uchwały nr 17/54 WRN w Stalinogrodzie z dnia 5 października 1954. W skład jednostki weszły obszary dotychczasowych gromad Gnaszyn Dolny, Gnaszyn Górny i Liska Dolna ze zniesionej gminy Gnaszyn Dolny w tymże powiecie. Dla gromady ustalono 27 członków gromadzkiej rady narodowej.
20 grudnia 1956 województwo stalinogrodzkie przemianowano (z powrotem) na katowickie.
1 stycznia 1958 do gromady Gnaszyn Dolny przyłączono obszar zniesionej gromady Łojki (z wyłączeniem wsi Wyrazów) w tymże powiecie.
1 stycznia 1960 z gromady Gnaszyn Dolny wyłączono wieś Wydra, włączając ją do gromady Szarlejka w tymże powiecie.
31 grudnia 1961 do gromady Gnaszyn Dolny włączono obszar zniesionej gromady Kawodrza Dolna oraz wieś Wydra ze zniesionej gromady Szarlejka w tymże powiecie
Gromada przetrwała do końca 1972 roku, czyli do kolejnej reformy gminnej. 1 stycznia 1973 w powiecie częstochowskim reaktywowano gminę Gnaszyn Dolny.